# Shanagolden (Wisconsin)
Shanagolden es un pueblo ubicado en el condado de Ashland en el estado estadounidense de Wisconsin. En el Censo de 2010 tenía una población de 125 habitantes y una densidad poblacional de 0,54 personas por km².

## Geografía
Shanagolden se encuentra ubicado en las coordenadas 46°7′28″N 90°44′20″O / 46.12444, -90.73889. Según la Oficina del Censo de los Estados Unidos, Shanagolden tiene una superficie total de 232.54 km², de la cual 231.14 km² corresponden a tierra firme y (0.6%) 1.39 km² es agua.

## Demografía
Según el censo de 2010, había 125 personas residiendo en Shanagolden. La densidad de población era de 0,54 hab./km². De los 125 habitantes, Shanagolden estaba compuesto por el 98.4% blancos, el 0% eran afroamericanos, el 0.8% eran amerindios, el 0% eran asiáticos, el 0% eran isleños del Pacífico, el 0% eran de otras razas y el 0.8% pertenecían a dos o más razas. Del total de la población el 0% eran hispanos o latinos de cualquier raza.